# Friday's Child
Friday's Child, studioalbum av den amerikanske popartisten Lee Hazlewood, utgivet i maj 1965. Albumet är producerat av Lee Hazlewood och gavs ut på skivbolaget Reprise Records.
Albumet finns återutgivet i sin helhet på dubbel-CD-samlingsalbumet Strung Out On Something New:The Reprise Recordings från 2007.
Albumet återutgavs under namnet Houston 1968 av skivbolaget Columbia Records.

## Låtlista
1. "Friday's Child" (Lee Hazlewood)
2. "Hutchinson Jail" (Lee Hazlewood)
3. "By the Way (I Still Love You)" (Lee Hazlewood)
4. "Four Kinds of Lonely" (Lee Hazlewood)
5. "Houston" (Lee Hazlewood)
6. "Sally Was a Good Old Girl" (Harlan Howard)
7. "Since You're Gone" (Bobby Darin)
8. "A Real Live Fool" (Lee Hazlewood)
9. "I'm Blue" (Miriam Eddy)
10. "The Fool" (Lee Hazlewood)
11. "That Old Freight Train" (Lee Hazlewood)
12. "Me and Charlie" (Lee Hazlewood)